# Cerkev Jezusa Kristusa svetih iz poslednjih dni
Cerkev Jezusa Kristusa svetih iz poslednjih dni, včasih poimenovana kar Mormónska cérkev, je najštevilčnejša in najbolj poznana religijska denominacija, izšla iz Gibanja svetih iz poslednjih dni. Ustanovil jo je Joseph Smith mlajši, njen sedež pa je v Salt Lake Cityju v ameriški zvezni državi Utah. Njene podružnice delujejo po vsem svetu, leta 2007 pa ji je po lastnih navedbah pripadalo okrog 13 milijonov članov.
Pripadniki cerkve, imenovani sveti iz poslednjih dni ali mormoni, so kristjani, vendar niso del katoliške, pravoslavne ali protestanske tradicije. Cerkev lahko obravnavamo kot restavracionistično, ker uči o velikem odpadu ali izgubi prvotne avtoritete za vodenje Kristusove cerkve. Jezus Kristus je po prepričanju mormonov poglavar Cerkve, in jo danes vodi z razodetjem, danim hierarhiji duhovnih vodij. Najvišji vodja je predsednik Cerkve, ki naj bi bil prerok in apostol in trenutno je to Thomas S. Monson. Predsedniku pa pri vodenju Cerkve pomagata dva svetovalca, trenutno je prvi svetovalec Henry B. Eyring, drugi svetovalec pa je Dieter F. Uchtdorf. Predsednik, prvi in drugi svetovalec tvorijo Prvo predsedstvo Cerkve. Drugo najpomembnejše telo pri vodenju cerkve pa je Zbor dvanajstih apostolov (ang. Quorum of the Twelve Apostles), njegov predsednik je trenutno srčni kirurg Russell M. Nelson.

## Misijonarski program
Misijon istočasno služi več kot 85.000 misijonarjev, večina jih je mlajših od 25 let. Misijonarsko delo temelji na vzorcu iz Nove zaveze, ko so misijonarji služili v paru, poučevali evangelij in krščevali ljudi v imenu Jezusa Kristusa. Misijonarji lahko postanejo samski mladi moški, stari od 18 do 25 let, samska mlada dekleta, ki so stara nad 19 let, ter upokojeni zakonski pari. Potencialni misijonarji iz celega sveta pošljejo prošnjo za misijon na sedež cerkve in prejmejo odgovor, v katerem od 400 misijonov na svetu bodo služili 18 do 24 mesecev. Stroške misijona si plačajo sami.